# Band of Horses
Band of Horses (vorher nur Horses) ist eine US-amerikanische Indie-Rock- und Dream-Pop-Band. Sie wurde 2004 in Seattle von Ben Bridwell, Mat Brooke, Creighton Barrett und Rob Hampton gegründet, das fünfte Bandmitglied Joe Arnone stieß 2006 zu der Gruppe. Sie stehen beim Plattenlabel Sub Pop unter Vertrag. 

## Geschichte
Ihr erstes Album Everything All the Time nahm die Band im Laufe des Jahres 2005 auf und veröffentlichte es am 25. Juli 2006. Am 13. Juli 2006 gab die Band bekannt, dass Brooke die Gruppe verlassen habe, um sich anderen Musikprojekten – insbesondere seiner zweiten Band Grand Archives, die ebenfalls einen Vertrag mit Sub Pop unterschrieben hat – zu widmen. 
Am 9. Oktober 2007 veröffentlichte die Band ihr zweites Album Cease to Begin, mit dem sie bis in die US-Albumcharts vorstießen. Drei Jahre später gelang ihnen mit dem Album Infinite Arms der internationale Durchbruch. Am 18. September 2012 wurde ihr Album Mirage Rock veröffentlicht.

## Diskografie

### Alben
| Jahr | Titel                   | Höchstplatzierung, Gesamtwochen, AuszeichnungChartplatzierungen (Jahr, Titel, Platzierungen, Wochen, Auszeichnungen, Anmerkungen) | Höchstplatzierung, Gesamtwochen, AuszeichnungChartplatzierungen (Jahr, Titel, Platzierungen, Wochen, Auszeichnungen, Anmerkungen) | Höchstplatzierung, Gesamtwochen, AuszeichnungChartplatzierungen (Jahr, Titel, Platzierungen, Wochen, Auszeichnungen, Anmerkungen) | Höchstplatzierung, Gesamtwochen, AuszeichnungChartplatzierungen (Jahr, Titel, Platzierungen, Wochen, Auszeichnungen, Anmerkungen) | Höchstplatzierung, Gesamtwochen, AuszeichnungChartplatzierungen (Jahr, Titel, Platzierungen, Wochen, Auszeichnungen, Anmerkungen) | Anmerkungen                              |
| Jahr | Titel                   | DE | AT | CH | UK | US | Anmerkungen                              |
| ---- | ----------------------- | --- | --- | --- | --- | --- | ---------------------------------------- |
| 2006 | Everything All the Time | — | — | — | — | US— GoldUS | Erstveröffentlichung: 21. März 2006      |
| 2007 | Cease to Begin          | — | — | — | UK— SilberUK | US35 Gold · (4 Wo.)US | Erstveröffentlichung: 9. Oktober 2007    |
| 2010 | Infinite Arms           | DE88 (1 Wo.)DE | — | CH29 (1 Wo.)CH | UK21 Silber · (3 Wo.)UK | US7 (13 Wo.)US | Erstveröffentlichung: 18. Mai 2010       |
| 2012 | Mirage Rock             | DE72 (1 Wo.)DE | AT61 (1 Wo.)AT | CH35 (1 Wo.)CH | UK20 (2 Wo.)UK | US13 (4 Wo.)US | Erstveröffentlichung: 18. September 2012 |
| 2014 | Acoustic at the Ryman   | — | — | — | UK84 (1 Wo.)UK | US37 (2 Wo.)US | Erstveröffentlichung: 11. Februar 2014   |
| 2016 | Why Are You OK          | DE72 (1 Wo.)DE | — | CH40 (3 Wo.)CH | UK37 (1 Wo.)UK | US19 (2 Wo.)US | Erstveröffentlichung: 10. Juni 2016      |
| 2022 | Things Are Great        | DE32 (1 Wo.)DE | AT71 (1 Wo.)AT | CH42 (1 Wo.)CH | UK67 (1 Wo.)UK | US138 (1 Wo.)US | Erstveröffentlichung: 4. März 2022       |

### EPs
- 2005: Band of Horses (Selbstpublikation)

### Singles
- 2006: The Funeral (UK: Gold, US: ×2Doppelplatin )
- 2006: The Great Salt Lake
- 2007: Is There a Ghost
- 2008: No One’s Gonna Love You (US: Platin)
- 2010: Compliments

## Auszeichnungen für Musikverkäufe
| Goldene Schallplatte - Dänemark - 2017: für das Album Everything All the Time - 2019: für das Album Cease to Begin - 2023: für die Single The Funeral - Italien - 2023: für die Single The Funeral - Norwegen - 2012: für das Album Everything All the Time - 2012: für das Album Cease to Begin - Spanien - 2024: für die Single The Funeral |

Anmerkung: Auszeichnungen in Ländern aus den Charttabellen bzw. Chartboxen sind in ebendiesen zu finden.
| Land/RegionAuszeichnungen für Musikverkäufe (Land/Region, Auszeichnungen, Verkäufe, Quellen) | Silber     | Gold       | Platin     | Verkäufe  | Quellen             |
| -------------------------------------------------------------------------------------------- | ---------- | ---------- | ---------- | --------- | ------------------- |
| Dänemark (IFPI)                                                                              | —          | 3× Gold3   | —          | 65.000    | ifpi.dk             |
| Italien (FIMI)                                                                               | —          | Gold1      | —          | 50.000    | fimi.it             |
| Norwegen (IFPI)                                                                              | —          | 2× Gold2   | —          | 30.000    | ifpi.no             |
| Spanien (Promusicae)                                                                         | —          | Gold1      | —          | 30.000    | elportaldemusica.es |
| Vereinigte Staaten (RIAA)                                                                    | —          | 2× Gold2   | 3× Platin3 | 4.000.000 | riaa.com            |
| Vereinigtes Königreich (BPI)                                                                 | 2× Silber2 | Gold1      | —          | 520.000   | bpi.co.uk           |
| Insgesamt                                                                                    | 2× Silber2 | 10× Gold10 | 3× Platin3 |           |                     |

## Sonstiges
- Der Anfang des Titels Is There a Ghost vom zweiten Album Cease to Begin ist in der Serie Fringe – Grenzfälle des FBI, Folge 2x21 Noyo County zu hören. Ebenso ist der Titel im Film Stichtag zu hören.
- Der gecoverte Titel The End’s Not Near, It’s Here (im Original von The New Year) ist in O.C., California am Ende der zweiten Folge der vierten Staffel zu hören. Zudem trägt die allerletzte Folge dieser Serie den Titel des Songs.
- Der Titel Cigarettes, Wedding Bands vom zweiten Album Cease to Begin ist im Computerspiel Guitar Hero 5 spielbar.
- Der Titel The Funeral vom ersten Album Everything All the Time wird in der Criminal-Minds-Folge Gottesurteil, in der FlashForward-Folge Future Shock, in der ersten Episode der achten Staffel von How I Met Your Mother, am Ende der siebten Folge der vierten Staffel von One Tree Hill, in der finalen Folge der ersten Staffel 90210 und am Ende des Films Let’s be Cops – Die Party Bullen gespielt. Weiterhin singt die Hauptdarstellerin der amerikanischen Serie My life as Liz den Song in der vierten Folge der ersten Staffel bei einem Talentwettbewerb. Außerdem ist er der Soundtrack des YouTube-Videos Inspired Bicycles, mit dem Danny MacAskill bekannt wurde,[2] in dem Spiel Skate, im Trailer des Kinofilms 127 Hours, am Ende der Folge "Ghost in the Machine" in der zweiten Staffel der Serie "Kyle XY" zu hören. Weiterhin auch im Film Boot Camp, in Minds Wide Open von Andre Paskowski, im Remake des Horrorklassikers Stepfather sowie im Abspann des Filmes Battleship. Ferner wurde der Song von dem US-amerikanischen Rapper Kid Cudi gesampelt.
- Zwei Titel vom zweiten Album Cease to Begin sind in der ersten Staffel von Chuck zu hören: The General Specific in der Folge Chuck gegen den Tango und No One’s Gonna Love You in der Folge Chuck gegen den schwarzen Freitag.
- Der Titel I Go to the Barn Because I Like the wird am Ende der letzten Folge der vierten Staffel der Serie Psych gespielt.